# Usharia spinosa
Usharia spinosa är en insektsart som beskrevs av Zhang och Qin 2005. Usharia spinosa ingår i släktet Usharia och familjen dvärgstritar. Inga underarter finns listade i Catalogue of Life.